# Flow Traders
Flow Traders is een Amsterdamse market maker. Het verschaft liquiditeit op de effectenmarkt door het afgeven van bied- en laatprijzen. Het bedrijf werd in 2004 opgericht en staat vanaf 10 juli 2015 genoteerd aan Euronext Amsterdam.

## Activiteiten
In 2004 werd het bedrijf opgericht door Jan van Kuijk en Roger Hodenius. Het is een market maker. Het geeft bied- en laatprijzen af voor Exchange Traded Products (ETP’s), een verzamelnaam voor indexproducten zoals Exchange-traded funds op effecten en grondstoffen. Het verschil tussen de bied- en laatprijzen vormt de winst voor het bedrijf.
De handelaren van Flow Traders incasseren de spread en hierbij is de ontwikkeling van de markt, omhoog of omlaag, niet van belang. Bij het kopen of verkopen van ETP’s neemt het bedrijf direct een tegenovergestelde positie in waardoor het geen koersrisico loopt. Flow Traders kan groeien als gevolg van de groei in ETP’s en door marktaandeel te winnen van concurrenten.

### Resultaten
Het netto handelsresultaat is het bruto handelsresultaat minus de commissie die het heeft betaald en na aftrek van de financieringskosten. Als een gevolg van de coronapandemie was de volatiliteit op de beurzen in 2020 heel hoog. Flow Traders heeft hier sterk van geprofiteerd en de netto handelsinkomsten verdrievoudigden ten opzichte van 2019. De belangrijkste kosten betreffen het personeel. Deze krijgen een laag vast salaris dat wordt aangevuld met een bonus als de resultaten goed zijn. In het zeer winstgevende jaar 2020 was de vaste personeelsbeloning zo'n € 46 miljoen en het variabele deel € 228 miljoen, in 2023 waren deze cijfers € 60 miljoen en € 58 miljoen respectievelijk.
| Jaar | Netto handels- inkomsten | Bedrijfs- resultaat | Winst- belasting | Netto- resultaat |
| Jaar | (× miljoen)              | (× miljoen)         | (× miljoen)      | (× miljoen)      |
| ---- | ------------------------ | ------------------- | ---------------- | ---------------- |
| 2012 | € 91,2                   | € 32,1              |                  | € 27,7           |
| 2013 | € 143,3                  | € 61,2              |                  | € 53,6           |
| 2014 | € 172,7                  | € 78,5              |                  | € 67,9           |
| 2015 | € 304,7                  | € 114,4             |                  | € 97,3           |
| 2016 | € 250,0                  | € 109,6             |                  | € 91,9           |
| 2017 | € 166,0                  | € 48,3              |                  | € 39,6           |
| 2018 | € 383,4                  | € 193,9             | € 33,0           | € 160,9          |
| 2019 | € 216,4                  | € 65,3              | € 12,2           | € 53,1           |
| 2020 | € 933,4                  | € 571,9             | € 107,4          | € 464,5          |
| 2021 | € 384,0                  | € 144,7             | € 29,8           | € 114,9          |
| 2022 | € 460,2                  | € 161,7             | € 34,9           | € 126,8          |
| 2023 | € 300,3                  | € 44,7              | € 8,5            | € 36,2           |
| 2024 | € 467,8                  | € 199,7             | € 34,8           | € 159,5          |

## Beursgang
Op 10 juli 2015 is het bedrijf genoteerd op de Euronext Amsterdam. De aandelen waren geplaatst tegen een koers van € 32 per stuk of ongeveer € 1,5 miljard in totaal. Flow Traders bracht maximaal 40% van het bedrijf naar de beurs. De twee oprichters verkochten allebei een belang van zo’n 6%. Flow Traders plaatste geen nieuwe aandelen waardoor van de opbrengst niets naar het bedrijf is gegaan.
Accsys · Amsterdam Commodities · Alfen · AMG · Avantium · B&S · Brunel International · CM.COM · Envipco · Fastned · Ferrari Group · Flow Traders · ForFarmers · Havas · Kendrion · Nedap · Nieuwe Steen Investments · Pharming · PostNL · Sif Group · Sligro Food Group · Theon · Vastned Retail · Wereldhave